# The Scarlet Brand
The Scarlet Brand é um seriado estadunidense de 1927, gênero drama, dirigido por Neal Hart, em 10 capítulos, estrelado por Neal Hart, William Quinn e Lucille Irwin. Único seriado produzido pela New Cal Film Corporation, veiculou nos cinemas estadunidenses a partir de 7 de dezembro de 1927, quando foi apresentado o primeiro capítulo, Wheels of Death.
Este seriado é considerado perdido.

## Elenco
- Neal Hart	 ...	Neal Haley
- William Quinn	 ...	Bart Jackson
- Lucille Irwin	 ...	Mary Fraser
- Carmen Laroux	 ...	Rita Valdez
- Henry Britt	 ...	Jim Fraser
- William Callen	 ...	Joe
- Tom Wortham	 ...	Slim

## Capítulos
1. Wheels of Death.
2. Thundering Hoofs
3. Waters of Doom
4. The Battle in the Clouds
5. Fatal Bullets
6. Millions at Stake
7. Desert Fury
8. The Pledge of Hate
9. The Devil's Stampede
10. The End of the Trail

Fonte: 